# Wirginia Centurione Bracelli
Wirginia Centurione Bracelli (ur. 2 kwietnia 1587 w Genui, zm. 15 grudnia 1651 tamże) – święta Kościoła katolickiego, włoska zakonnica.

## Zarys biografii
Pochodziła z zamożnej rodziny. Posłuszna woli rodziców w 1602 wyszła za mąż. Hulaszcze życie małżonka zakończyło się pięć lat później, na łożu śmierci pojednał się z Bogiem przyjmując sakramenty, co przypisywane jest wpływowi Wirginii Centurione Bracelli. W następnych latach wiodła pokutnicze życie. W okresie epidemii (1624-1625) zorganizowała schronisko dla dzieci pozbawionych opieki. 2 lutego 1642 założyła oparte na regule franciszkańskiej tercjarskie zgromadzenie nazwane „Córki Naszej Pani z przytułku na Górze Kalwarii”, które na mocy decyzji papieża Grzegorza XVI w 1833 zaowocowało drugą rodziną, nazwaną „Córki Naszej Pani z Góry Kalwarii” (kalwarianki).

## Ceremonia
- Jej inicjatywy oceniania się jako główną przyczynę odrodzenia religijnego w Genui.
- Została beatyfikowana 22 września 1985, kanonizowana 18 maja 2003 przez Jana Pawła II.
- Dniem w którym wspominana jest w Kościele katolickim jest dzienna rocznica śmierci.